# Eiterfeld
Eiterfeld är en köping (Markt) i det tyska förbundslandet Hessen och har cirka 7 000 invånare. Den ligger omkring 30 kilometer norr om Fulda.
Den tidigare kommunen Leibolz uppgick i Eiterfeld 1 maj 1970 följt av Reckrod 1 september 1970, Arzell, Betzenrod, Großentaft, Körnbach, Soisdorf och Treischfeld 1 februari 1971 samt Dittlofrod och Oberweisenborn 1 april 1972.